# Woman's Place
Woman's Place er en amerikansk stumfilm fra 1921 af Victor Fleming.

## Medvirkende
- Constance Talmadge	som Josephine Gerson
- Kenneth Harlan som Jim Bradley
- Hassard Short som Freddy Bleeker
- Florence Short som Amy Bleeker
- Ina Rorke som Mrs. Margaret Belknap
- Margaret Linden som Miss Jane Wilson
- Jack Connolly som Dan Dowd